# Liste der Naturdenkmale in Hohenstein (Untertaunus)
Die Liste der Naturdenkmale in Hohenstein (Untertaunus) nennt die auf dem Gebiet der Gemeinde Hohenstein im Rheingau-Taunus-Kreis gelegenen Naturdenkmale.

## Naturdenkmale
| Bild | Bezeichnung   | Ortsteil, Lage                      | Beschreibung | Art   | Nr. |
| ---- | ------------- | ----------------------------------- | ------------ | ----- | --- |
| BW   | Bismarckeiche | Born 50° 10′ 21,5″ N, 8° 6′ 31,7″ O |              | Eiche | 5/1 |